# Paula Hertwig

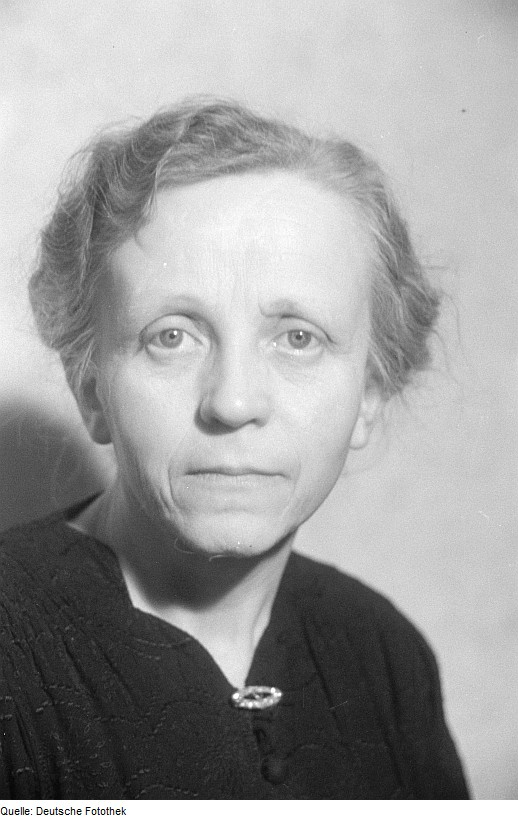
Paula Hertwig 1947

Paula Julie Elisabeth Hertwig (* 11. Oktober 1889 in Berlin; † 31. März 1983 in Villingen-Schwenningen) war eine deutsche Biologin, Hochschullehrerin und Mitglied des Preußischen Landtags. Als erste Frau in Deutschland wurde sie 1919 im Fach Zoologie habilitiert. Sie war Mitglied der Leopoldina und der Sächsischen Akademie der Wissenschaften. Paula Hertwig ist neben Emmy Stein eine der Begründerinnen der Strahlengenetik. Das Hertwig-Weyers-Syndrom, das die Oligodaktylie beim Menschen als Folge einer Strahlenbelastung beschreibt, ist nach ihr und ihrem Kollegen Helmut Weyers benannt.

## Leben

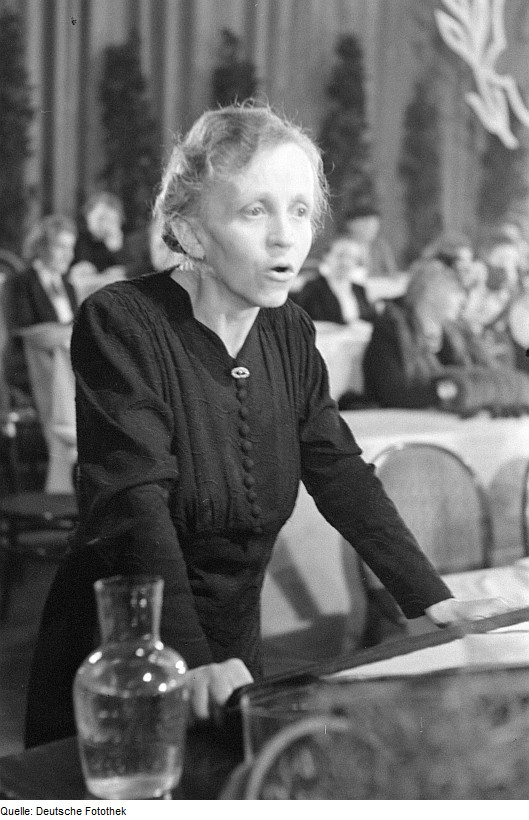
Paula Hertwig auf dem Gründungskongress des Demokratischen Frauenbunds Deutschlands am 7.–9. März 1947 im Admiralspalast in Berlin.

Die Tochter von Oscar Hertwig, Schwester des Anatomen Günther Hertwig und Nichte des Zoologen Richard Wilhelm Karl Theodor Ritter von Hertwig studierte Zoologie, Botanik und Chemie an der Universität Berlin und wurde 1916 zur Dr. phil. promoviert. Danach war sie Assistentin am Anatomisch-Biologischen Institut der Universität Berlin.
Sie habilitierte sich 1919 als erste Frau an der damaligen Friedrich-Wilhelms-Universität Berlin im Fach Zoologie. Danach war sie an diesem Institut Privatdozentin für Allgemeine Biologie und Vererbungslehre. 1921 wurde sie zudem als Assistentin an das Institut für Vererbungslehre- und Züchtungsforschung der Landwirtschaftlichen Hochschule berufen, wo sie bei Erwin Baur arbeitete. Von 1927 bis 1945 war sie außerordentliche Professorin für Vererbungslehre am Biologisch-Anatomischen Institut der Medizinischen Fakultät der Berliner Universität. Als erste Biologin an einer deutschen Universität unterrichtete sie dort Biologie für Medizinstudenten. 1940 wurde ihr die Leitung der Zoologischen Abteilung des Instituts für Vererbungslehre übertragen.
Paula Hertwig, die der Deutschen Staatspartei angehörte, wurde 1932 Abgeordnete im Preußischen Landtag und im Februar 1933 erneut als Abgeordnete in den letzten Preußischen Landtag gewählt.
In der Zeit des Nationalsozialismus wurde sie 1937 Mitglied des NS-Dozentenbundes, trat aber nicht in die NSDAP ein. Ab 1937 arbeitete sie mit dem Kaiser-Wilhelm-Institut für Hirnforschung zusammen und wurde Schriftführerin der Deutschen Gesellschaft für Vererbungswissenschaft. Ab 1939 arbeitete sie auch als wissenschaftliche Assistentin am Institut für Vererbungs- und Züchtungsforschung der Universität Berlin in Zehlendorf. In den Jahren 1941 bis 1942 beteiligte sie sich am DFG-Forschungsprojekt Erbschädigungsversuche an Mäusen.
Im Mai 1945 erhielt sie einen Ruf an die Medizinische Fakultät der Universität Halle, wo sie 1948 Lehrstuhlinhaberin für Allgemeine Biologie und Vererbungslehre wurde. Auf dem Gründungskongress des Demokratischen Frauenbundes Deutschlands (DFD) im März 1947 wurde sie zum Mitglied des Bundesvorstandes gewählt. Ihre Bedeutung für den DFD wurde in der Dissertation von Grit Bühler im Zusammenhang mit den anderen Protagonistinnen herausgearbeitet. Von 1947 bis 1948 war sie Vorsitzende des Landesverbandes Sachsen-Anhalt des DFD und von März 1948 bis März 1949 Mitglied des 1. Volksrates in der SBZ.
Im Jahr 1953 wurde sie zum Mitglied der Leopoldina gewählt. Seit 1955 war sie Mitglied der Sächsischen Akademie der Wissenschaften. 1956 erhielt sie den Nationalpreis der DDR sowie den Vaterländischen Verdienstorden in Bronze und 1959 den Titel Hervorragender Wissenschaftler des Volkes. Im Jahr darauf wurde sie emeritiert.
1972 siedelte Hertwig nach Villingen in den Schwarzwald über; im Juni desselben Jahres verlieh ihr die Medizinische Fakultät der Universität Heidelberg die Ehrendoktorwürde.
Paula Hertwig starb am 31. März 1983 im Alter von 93 Jahren in Villingen-Schwenningen.

## Auszeichnungen und Ehrungen (Auswahl)
- 1944: Theobald-Christ-Preis der Senkenbergischen Stiftungen Frankfurt am Main
- 1949: Ehrendoktorwürde der Universität Halle
- 1953: Mitglied der Leopoldina
- 1955: Mitglied der Sächsischen Akademie der Wissenschaften
- 1956: Vaterländischer Verdienstorden in Bronze, Nationalpreis 3. Klasse
- 1959: Titel „Hervorragender Wissenschaftler des Volkes“
- 1972: Ehrendoktorwürde der Universität Heidelberg